# Désirée Ehrler
Désirée Ehrler (Steinhausen, 20 augustus 1991) is een Zwitsers wielrenster die anno 2020 rijdt voor Multum Accountants-LSK. In 2014 nam ze deel aan het wereldkampioenschap op de weg.

## Carrière
In 2012 werd Ehrler vierde in zowel het Zwitsers kampioenschap op de weg als in de tijdrit. In 2014 nam ze deel aan haar eerste wereldbekerwedstrijd: de Waalse Pijl reed ze niet uit. In dat jaar reed ze ook de wegwedstrijd op het wereldkampioenschap niet uit. Wel eindigde ze dat jaar als derde in de Erondegemse Pijl (Erpe-Mere).

## Resultaten in voornaamste wedstrijden
| Jaar |  | WK op de weg |
| ---- |  | ------------ |
| 2014 |  | opgave       |

Borchers · Dietrich · Ehrler · Hahn · van Hoek · Lacher · Öschger · van der Zijden